# بي إم-24
هو قاذفة صواريخ متعددة المصممة في الاتحاد السوفياتي. أنها قادرة على إطلاق صواريخ من 12 أنبوب الإطلاق. وقد ركبت إصدارات بي ام 24 على شاحنة 6X6 الهيكل زيل151 ، وصنع بي ام 24 تي من هذا الأخير. بدأ الإنتاج من مصنع السيارات رقم 2 في موسكو عام 1947.

## المستخدمون

### المستخدمون الحاليون
اليمن
 كوريا الشمالية

### مستخدمين سابقين
- الاتحاد السوفيتي
- الصين
- كوبا
- ألمانيا الغربية
- مصر
- المجر
- تشيكوسلوفاكيا

1. ↑  Ian Vernon Hogg (2000). Twentieth-Century Artillery. Friedman/Fairfax Publishers. ص. 307. ISBN:978-1-58663-299-1. LCCN:2002391131. OCLC:48261627. OL:3618230M. QID:Q29440935.